# Har Uzijahu
Har Uzijahu (hebrejsky: הר עוזיהו) je vrch o nadmořské výšce 863 metrů v jižním Izraeli, v pohoří Harej Ejlat.
Nachází se cca 13 kilometrů severozápadně od města Ejlat, cca 1 kilometr od mezistátní hranice mezi Izraelem a Egyptem. Má podobu výrazného odlesněného skalního masivu, jehož svahy spadají do hlubokých údolí, jimiž protékají vádí. Konkrétně jde o vádí Nachal Racham na jihovýchodní straně, Nachal Uzijahu na východě a Nachal Šani na severovýchodě. Krajina v okolí hory je členěna četnými skalnatými vrchy jako Har Chizkijahu na jihu nebo Har Nešef na severozápadě. Na egyptském území na západ od hory Har Uzijahu se rozkládá jen mírně zvlněná náhorní planina Sinajského poloostrova. Hora je turisticky využívaná. Z vrcholu se nabízí kruhový výhled. Po západních svazích vede hraniční silnice číslo 12.